# Evelyn Underhill
Evelyn Underhill, née le 6 décembre 1875 à Wolverhampton (Angleterre) et décédée le 15 juin 1941 à Londres, est une philosophe et théologienne chrétienne. De tradition anglicane (anglo-catholique) et militante pacifiste, elle est connue pour ses nombreux travaux sur la religion et la spiritualité, en particulier sur la mystique chrétienne.
Dans le monde anglophone, elle fut l’un des auteurs les plus influents dans ce domaine, durant la première moitié du XXe siècle. Son étude Mysticisme, publié en 1911 eut un retentissement considérable.

## Biographie

### Jeunesse et orientation
L’éducation de base d’Evelyn se fit à domicile, à l’exception de trois ans passés dans une école privée de Folkestone, puis elle étudia l’histoire et la botanique au King's College de Londres. Un doctorat honorifique en théologie lui fut conféré par l’Université d'Aberdeen et elle fut nommée membre du King’s College.
Dès sa prime jeunesse Evelyn vécut des expériences intimes qui révèlent la dimension mystique de sa personnalité: « des expériences soudaines du plan paisible et indifférencié de la réalité – comme le « désert silencieux » du mysticisme – dans lequel il n’y avait ni multiplicité ni besoin d’explication ». En fait toute sa vie, sa recherche et ses écrits furent une exploration du sens de ces expériences.

### Recherche spirituelle
Le père d’Evelyn, Arthur Underhill (en) (1850-1939), et son mari étaient tous deux experts et écrivains légaux, avocats à Londres et passionnés de yachting. Evelyn et son mari, Hubert Stuart Moore, ont grandi ensemble et se sont mariés le 3 juillet 1907. Ils n’ont pas eu d’enfants. Elle voyage fréquemment en Europe, notamment en Suisse, en France et en Italie, où elle découvre le catholicisme et l’art chrétien, visitant de nombreuses églises et monastères. Ni son mari ni ses parents ne partageaient son intérêt pour le domaine spirituel.
Elle fut une auteure prolifique, ayant publié plus de trente livres soit sous son nom de jeune fille, Underhill, soit sous le pseudonyme de « John Cordelier », comme dans le cas du livre de 1912, The Spiral Way. D’abord plutôt agnostique, elle commence progressivement à s’intéresser au néoplatonisme et à partir de là, Underhill se tourne de plus en plus vers le catholicisme, malgré les objections de son mari, pour finalement devenir une éminente anglo-catholique. Son mentor spirituel de 1921 à 1924 fut le philosophe et théologien, Friedrich von Hügel, qui appréciait ses écrits et estimait son intérêt pour le mysticisme, l’encourageant cependant à adopter une vision plus christocentrique de la réalité spirituelle, se libérant ainsi du théisme intellectuel qui était le sien. Elle décrit le baron von Hügel comme « … la personnalité la plus merveilleuse… si saint, fidèlement sain et tolérant ». Sous son influence Underhill s‘engagea dans des activités caritatives.
Après la mort du baron von Hügel, en 1925, les écrits d’Underhill deviennent plus pneumatologiques. Elle émerge comme une figure éminente de l’Église anglicane en tant que leader laïque de retraites spirituelles, directrice spirituelle pour des centaines de personnes, conférencière, lectrice de radio et promotrice de la prière contemplative. Elle ne manque pas de détracteurs on plus.
Underhill vivait à l’époque édouardienne, au tournant du siècle et, comme beaucoup de ses contemporains, n’était pas insensible au romanticisme. L’époque était celle d’une atmosphère mystérieusement composée de physique, de psychologie, d’occulte, de mystique, de scientisme, de l’apothéose de l’art, d’un féminisme émergent, de sensualité insolente et de la spiritualité la plus éthérée. L’anglicanisme lui semblait déconnecté dans tout cela, et absent de son monde personnel. Elle cherchait le centre de la Vie tel que conçu avec d’autres de sa génération, non pas dans le domaine religieux conventionnel, mais dans l’expérience et dans le cœur.

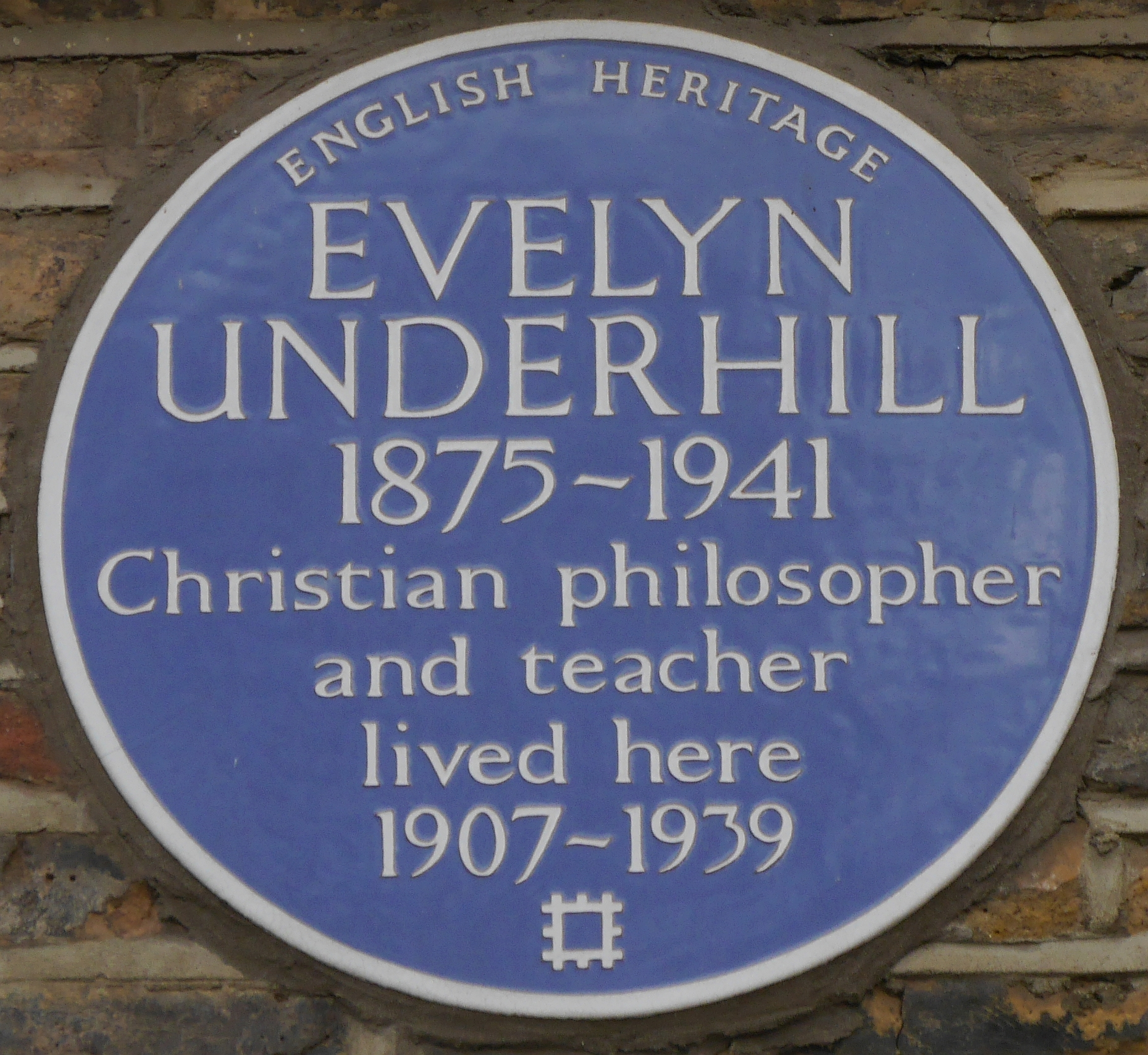
Plaque sur sa résidence, à Campden Hill, Londres

### Carrière personnelle
Enfant unique, Evely Underhill était très attachée à ses parents et, plus tard, à son mari. Elle appartenait à un milieu d’avocats, fille et épouse d’avocat et en acceptait les obligations, y compris le travail caritatif que cela impliquait. Mais elle suivait un régime personnel quotidien qui comprenait l’écriture, la recherche, le culte, la prière et la méditation.
Outre l’écriture elle poursuivait une carrière personnelle faite surtout de conférences. Evelyn Underhill fut la première femme à donner des conférences au clergé de l’Église d'Angleterre et la première femme à diriger officiellement des retraites spirituelles pour l’Église anglicane. Elle fut également la première femme à établir des liens œcuméniques entre les Églises et l’une des premières théologiennes à donner des conférences dans le monde académique des universités anglaises. Elle écrivait fréquemment - articles et recensions de livres - pour l’hebdomadaire ‘The Spectator’.

## Souvenir et vénération
- Depuis l’an 2000, l’Église d‘Angleterre commémore liturgiquement Evelyn Underhill le 15 juin, jour de son décès. Le calendrier des saints de l’Église épiscopalienne des États-Unis en fait également mention, à la même date du 15 juin.

## Écrits
(octobre 2024).

### Poésie
- The Bar-Lamb's Ballad Book, 1902 (lire en ligne)
- Immanence, 1916 (lire en ligne)
- Theophanies, 1916 (lire en ligne)

### Fiction
- The Grey World, Kessinger Publishing, 1942 (1re éd. 1904) (ISBN 0-7661-0158-4, lire en ligne)
- The Lost Word, 1907
- The Column of Dust, 1909 (lire en ligne)

### Religion et Mysticisme
- - The Miracles of Our Lady Saint Mary: Brought Out of Divers Tongues and Newly Set Forth in English, 1906 (lire en ligne)
- Mysticism: A Study of the Nature and Development of Man's Spiritual Consciousness (1911). Twelfth edition published by E. P. Dutton in 1930. Republished by Dover Publications in 2002  (ISBN 978-0-486-42238-1). See also online editions at Christian Classics Ethereal Library and at Wikisource.
  - Traduit en français: Mysticisme; étude sur la nature et le développement de la conscience humaine, Paris, Diffusion Rosicrucienne, 2009, 820pp
- The Path of Eternal Wisdom. A mystical commentary on the Way of the Cross (1912)
- "Introduction" à l'édition de The Cloud of Unknowing (c. 1370) from the British Library manuscript [here entitled A Book of Contemplation the which is called the Cloud of Unknowing, in the which a Soul is oned with God] (London: John M. Walkins 1912); reprinted as Cloud of Unknowing (1998) [her "Introduction" at 5–37]; 2007 :  (ISBN 1-60506-228-6); see her text at Google books
- The Spiral Way. Being a meditation on the fifteen mysteries of the soul's ascent (1912)
- The Mystic Way. A psychological study of Christian origins (1914). Online
- Practical Mysticism. A Little Book for Normal People (1914); reprint 1942  (ISBN 0-7661-0141-X); reprinted by Vintage Books, New York 2003 [with Abba (1940)]:  (ISBN 0-375-72570-9). Voir le texte à Wikisource.
- Ruysbroeck (London: Bell 1915). Online
- "Introduction" à Songs of Kabir (1915) transl. by Rabindranath Tagore; reprint 1977 Samuel Weiser  (ISBN 0-87728-271-4), text at 5–43
- The Essentials of Mysticism and other essays (1920); une autre collection d'essais' ayant le même titre (en 1995), réimprimée en 1999  (ISBN 1-85168-195-7)
- The Life of the Spirit and the Life of Today (1920). Online
- The Mystics of the Church (1925)
- Concerning the Inner Life (1927); reprint 1999  (ISBN 1-85168-194-9) Online
- Man and the Supernatural. A study in theism (1927)
- The House of the Soul (1929)
- The Light of Christ (1932)
- The Golden Sequence. A fourfold study of the spiritual life (1933)
- The School of Charity. Meditations on the Christian Creed (1934); reprinted by Longmans, London 1954 [with M.of S. (1938)]
- Worship (1936)
- The Spiritual Life (1936); reprint 1999  (ISBN 1-85168-197-3); see also online edition
- The Mystery of Sacrifice. A study on the liturgy (1938); reprinted by Longmans, London 1954 [with S.of C. (1934)]
- Abba. A meditation on the Lord's Prayer (1940); reprint 2003 [with Practical Mysticism (1914)]
- The Letters of Evelyn Underhill (1943), as edited by Charles Williams; reprint Christian Classics 1989 :  (ISBN 0-87061-172-0)
- Shrines and Cities of France and Italy (1949), as edited by Lucy Menzies
- Fragments from an inner life. Notebooks of Evelyn Underhill (1993), as edited by Dana Greene
- The Mysticism of Plotinus (2005) Kessinger offprint, 48 pages. Taken from The Essentials of Mysticism (1920)

### Lettres et autres écrits
- Fruits of the Spirit (1942) edited by R. L. Roberts; reprint 1982,  (ISBN 0-8192-1314-4)
- The letters of Evelyn Underhill (1943) éditées avec une introduction de Charles Williams
- Collected Papers of Evelyn Underhill (1946) edited by L. Menzies and introduced by L. Barkway
- Lent with Evelyn Underhill (1964) edited by G. P. Mellick Belshaw
- An Anthology of the Love of God. From the writings of Evelyn Underhill (1976) edited by L. Barkway and L. Menzies
- The Ways of the Spirit (1990) edited by G. A. Brame; reprint 1993,  (ISBN 0-8245-1232-4)
- Evelyn Underhill. Modern guide to the ancient quest for the Holy (1988) edited and introduced by D. Greene
- Evelyn Underhill. Essential writings (2003) edited by E. Griffin
- Radiance: A Spiritual Memoir (2004) edited by Bernard Bangley,  (ISBN 1-55725-355-2)